# Grimpar tyran
Dendrocincla tyrannina
Espèce
Synonymes
- Dendrocincla macrorhyncha Salvadori & Festa, 1899[1]
- Dendrocops tyranninus Lafresnaye, 1851[2]

Statut de conservation UICN

 LC  : Préoccupation mineure
Le Grimpar tyran (Dendrocincla tyrannina) est une espèce d'oiseaux de la famille des Furnariidae. Cet oiseau peuple la moitié nord des Andes.

## Systématique
L'espèce Dendrocincla tyrannina a été décrite pour la première fois en 1851 par l'ornithologue français Frédéric de Lafresnaye (1783-1861) sous le protonyme Dendrocops tyranninus,.

## Description
Dans sa description de 1851, l'auteur indique que cet oiseau mesure environ 25 cm de longueur totale.

## Liste des sous-espèces
Selon la classification de référence du Congrès ornithologique international (version 12.1, 2022) :
- sous-espèce Dendrocincla tyrannina tyrannina (Lafresnaye, 1851)
- sous-espèce Dendrocincla tyrannina hellmayri Cory, 1913

## Publication originale
- (fr + la) F. de Lafresnaye, « Essai d'une monographie du genre Picucule (Buffon), Dendrocolaptes (Hermann, Illiger), devenu aujourd'hui la sous-famille Dendrocolaptinæ (Gray, Genera of birds), de la famille de Certhiadæ de Swains », Revue et magasin de zoologie pure et appliquée, Paris, Bureau de la Revue et Magasin de Zoologie, vol. 3,‎ 1851, p. 317–329 (ISSN 1259-6523 et 2540-5020, BNF 32859507, lire en ligne).